# 廣義相對論入門

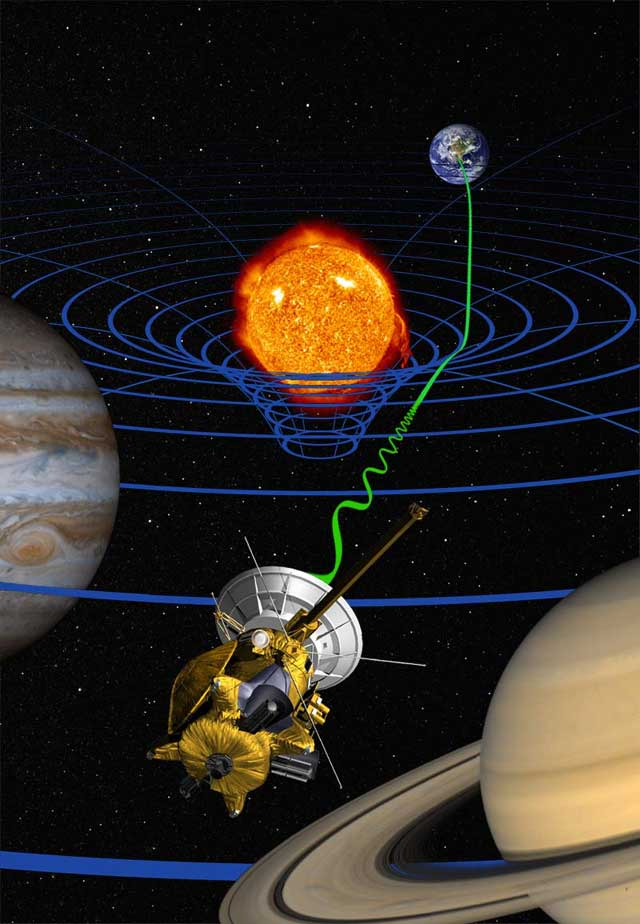
由卡西尼-惠更斯号空间探测器完成的对广义相对论的高精度的验证：在地球和探测器之间传输的无线电信号（绿色的波）因为太阳的质量造成的时空（蓝色的线）弯曲而延迟。

广义相对论是一种关于引力的理论，它在1907年到1915年由爱因斯坦完成。根据广义相对论，物质之间的引力来自于时空的弯曲。
在广义相对论出现之前的200多年间，牛顿万有引力定律被广泛接受，它成功地解释了物质之间的引力作用。在牛顿的定律中，引力来自大质量物质之间的相互吸引。虽然牛顿也不知道这种力的本质，但它在描述运动时却非常成功。
但是，实验和观测都显示，爱因斯坦对引力的描述能够解释多个由牛顿定律无法解释的现象，比如水星和其他行星轨道的反常的进动。广义相对论还预言了一些关于引力的显著效应，比如引力波和引力透镜，还有引力场引发的时间膨胀。2016年2月11日，LIGO團隊於華盛頓舉行的一場記者會上共同宣布人類對於重力波的首個直接探測結果。所探測到的重力波來源於雙黑洞融合。
广义相对论已经成为现代天体物理学的重要工具。它提供了现在理解黑洞（一个引力强大到使光都无法逃逸的空间区域）的基础。其强大的引力也使一些天体（比如活动星系核和X射线双星）发射出强烈的辐射。广义相对论也是宇宙学的标準大爆炸模型的理论框架中的一部分。
然而，到现在仍然有大量的问题没有解决，其中最根本的是广义相对论如何和量子力学结合而产生一个完整一致的量子引力理论。

## 从狭义到广义
1905年，阿尔伯特·爱因斯坦发表了他的狭义相对论，描述了物体在惯性参考系下的行为，使得牛顿运动定律能够和电动力学（电荷載子之間的相互作用）相结合。狭义相对论为物理学制造了一个全新的框架，它完全改变了时间和空间的概念。然而，当时被广泛接受的一些物理学理论与那个框架不兼容，其中最重要的是描述了物体之间由于质量而相互吸引的牛顿万有引力定律。
那时候，包括爱因斯坦在内的一些物理学家，都在寻找一个能够将牛顿的引力理论和狭义相对论相结合的新理论。但是众多理论中，只有爱因斯坦的理论符合实验和观测的结果。为了理解理论的核心概念，最好方法是沿着爱因斯坦在1907年到1915年的思路，从他的思想实验到引力的几何理论来思考。

### 失重和惯性参考系
设想一个处在自由下落的电梯中的人，在下落过程中人处于失重状态，他周围的物体也将漂浮在空中，或者作匀速直线运动。然而，在太空中没有引力的地方（即一个惯性参考系，惯性参考系里的现象能够用狭义相对论解释），他周围的物体也会是同样的现象——静止，或者匀速直线运动。显然，一个观察者不能区分自己是在自由下落的电梯中，还是在太空中没有引力的地方。
处于失重状态的观察者和在惯性参考系中的观察者所观测到的现象是相同的，爱因斯坦认为这是引力的基本原理，并称它为等效原理。这就是广义相对论的基础。粗略地讲，这个原理规定一个自由下落的电梯中的观察者无法说明他们正在自由下落，因为在这里做的任何实验都和在远离所有引力场的太空中做的有相同的结果。

### 引力和加速度

在一个加速上升的火箭中(左)和在地球上(右)小球掉落的情况。

就像大部分由引力产生的现象可以通过做自由落体运动而消除（即失重），由引力产生的现象也可以通过让物体处于加速运动的参考系而产生，任何由加速运动而产生的现象同样可以用等价的引力场来解释。一个在封闭房间中的观察者无法区分下列现象哪一个是正确的：
- 物体会掉到地上是因为这个房间处于地球表面，物体被地球的引力拉到地上。
- 物体会掉到地上是因为这个房间在一个远离其他星球的火箭中，火箭正在以9.81米/秒2的加速度上升，物体因为惯性力而掉到地上。

爱因斯坦利用等效原理预言了一些关于引力的物理现象，这将在下一段落中解释。
一个处于加速运动的参考系中的观察者可以用虚拟力来解释他所感觉到的加速度。例如，假设一部汽车呈加速运动，则汽车司机会感受到有一个力作用於自己身体，将司机推向其座位；当你旋转你的手臂使它做圆周运动时能够感觉到一个力将你的手臂向外拉。爱因斯坦认为：来自地球的引力场的力基础而言等价於虚拟力。因为在加速度不变时，虚拟力和质量是成正比的，而引力场中的物体也会感受到一个正比于它的质量的力，即牛顿万有引力定律所描述的引力。

### 等效原理的推论

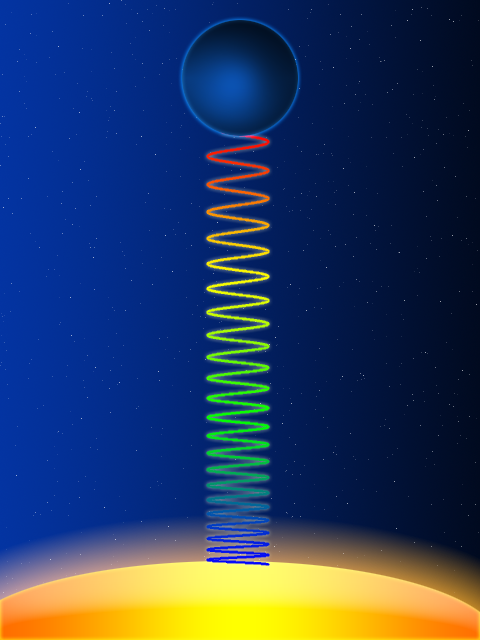
光波向上方傳播，遠離下方的黃色恆星與其伴隨的引力場時，會出現引力紅移現象。

1907年，離愛因斯坦完成廣義相對論之前尚有8年，但他已經能夠根據他的新理論的初始論述——等效原理，作出大量可以驗證的預言。 
第一種新現象是光波的引力紅移。設想在一艘呈加速運動的宇宙飛船上的兩個觀察者。在這艘飛船裏，必定有一種自然區分“上”和“下”的方法：設定飛船加速度的方向是“上”，與之相反的物體掉落的方向是“下”。假定其中一個觀察者處在另一個觀察者的上方。當下方的觀察者向上方的觀察者發送了一段光波信號，加速度會使光波紅移，上方的觀察者將收到一段頻率偏低的光波信號。相反地，當上方的觀察者向下方的觀察者發送了一段光信號，加速度會使光波藍移，下方的觀察者將收到一段頻率偏高的光波信號。並且在已知發出頻率和接收頻率的情況下，可以通過狹義相對論計算出加速度。 根據等效原理，愛因斯坦認為這樣的紅移現象一定也可以在引力場中觀察到。如左圖所示光波在遠離引力場時的紅移，假設引力場的方向為豎直向下，則下方的觀察者收到的來自上方的光波信號頻率偏高，上方的觀察者收到的來自下方的光波信號頻率偏低。這個現象已經被實驗驗證，稍後會詳細說明。
引力時間膨脹對應於引力紅移現象。在一個豎直向下的引力場中，上方的觀察者（處於較高的引力勢）測量到的頻率更低，時間也流易得較快。相反地，更靠近引力場源的觀察者處於較低的引力勢，時間流易得較慢。極為簡明地說明其原因，使用原子鐘作為計量標準，測量兩個事件的時間間隔，假設這時間間隔為光波週期的n倍，當下方的觀察者向上方的觀察者發送了n個週期的光波信號，由於上方觀察者測量到光波頻率變低，光波週期變大，所以，上方觀察者測量到這時間間隔變大，注意到兩個觀察者所使用的原子鐘完全相同，因此可推斷上方觀察者的時間流易得較快。
值得強調的一點是，對於每一個觀察者自身的參考系，都不會觀察到時間的變慢。 “五分鐘”這個數值所表示的時間對於每一個觀察者都是一樣的；當時鐘顯示一年過去時，觀察者的年齡也確實增長了一歲；如果把兩個觀察者調換位置，他們都不會覺得時間流易有什麼差別。簡而言之，每個鐘對緊挨著它發生的事情的測量都是準確的。只有當這個鐘與處於不同地方的另一個觀察者的鐘比較時，才會發現靠近引力場的觀察者的時間流易得更慢。 
愛因斯坦還預言了光在引力場中會向下偏折。要解釋這個預言需要應用更加複雜的廣義相對論方程，而不僅僅是等效原理。 

### 潮汐现象

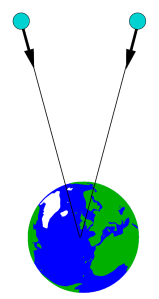
两个向地球中心加速坠落的物体也在朝着对方加速靠近。

引力现象和惯性现象的等价關係并没有构成完整的引力理论。当回到以地球表面的视角來解释引力时，注意到地球表面参照系并没有呈自由下落，因此，或許虛擬力能夠提供一个合理的解释，但是在地球这边的自由下落的参照系不能解释在地球另一边的人们會感受到呈相反方向的引力。
更基礎地表現這效應，假設两个物体肩并肩地朝著地球自由下落，在一个自由下落的参照系中，两个物体应该是漂浮着处于失重状态，但事实并非如此。这两个物体并非精确地朝向同一个方向；它们的方向是同一个点──地球的重心。所以，两个物体实际上在相互靠近。在一个小环境中（比如一个自由下落的电梯），两者之间相对运动的加速度是非常小的；但是对于地球两边的跳伞运动员来说，这个现象非常明显。力在方向上的差别造成了海洋中的潮汐，所以这被称为潮汐现象。
惯性和引力等价這概念并不能用來解释潮汐现象——它不能解释引力场的变化。 所以，需要找到一个理论来描述物质（比如地球这样的大质量物质）如何影响它周围的惯性环境。

### 从加速度到几何解释
在探索等效原理和潮汐现象时，爱因斯坦发现了几个和曲面几何的类比。举例来说，从惯性参考系（自由粒子在这种参照系中总是做匀速直线运动）到旋轉参考系（在这种情况下必须引入虛擬力来解释一些现象），这就类比於从直角坐标系到曲线坐标系（这种坐标系中坐标轴不需要是直线）的变化。
更深層的类比將潮汐力和曲面的曲率關聯在一起。对于引力场，潮汐力的存在与否决定了是否可以通过选择一个自由下落的坐标系来消除引力的影響。相似地，曲率的存在与否决定了曲面是否等同于平面。1912年夏天，以这些类比為啟發點，爱因斯坦試圖尋找引力的幾何表述。
几何的基本对象是点、线、三角形，它们通常被定义在三维空间裏或者二维曲面上。1907年，数学家赫尔曼·闵可夫斯基为狭义相对论创建了一种新的公式化的几何，因为狭义相对论中的几何不仅包括空间，还包括时间。这種新的几何的基本实体是四维时空。移动物体的轨迹是四维时空中的曲线，物体在四维时空中的轨迹总是做匀速直线运动。
對於曲面，从平面幾何推廣到一般曲面幾何，早在19世纪前期，卡尔·高斯就已給出相關描述。波恩哈德·黎曼在1850年代提出黎曼几何，将这描述推广到更高维空间。擁有這數學利器，爱因斯坦表述出一種公式化几何理論來解釋引力的物理行為，其中闵可夫斯基时空被弯曲时空所替代，就如同从平面到曲面的推广。
在他意识到这个几何类比的正确性之後，爱因斯坦又花費3年时间来寻找他的理论中仍舊缺失的角石：描述物质如何使时空弯曲的公式。在发现了爱因斯坦场方程後，他於1915年下半年在普鲁士科学院发表了关於引力的新理论。

## 引力和几何
美国相对论研究的首席专家，约翰·惠勒解释，爱因斯坦的引力的几何理论可以这样概述：时空告诉物质如何运动，物质告诉时空如何弯曲。这句话的意思将在接下来的章节解释。下面我们将要研究测试粒子的运动，以调查物质的什么属性导致了引力，最后，介绍爱因斯坦的方程——它将物质的属性和时空的弯曲联系到一起。

### 探索引力场

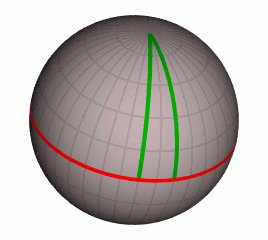
相交的测地线：两条经线（绿色）在赤道（红色）处是平行的，但却相交于极点。

为了理解一个物体的引力，我们需要先理解物理学家所说的探测器或者测试粒子：一个粒子被引力影响，但却足够小、足够轻，因而我们可以忽视它自己的引力现象。假設在没有其他作用力的情况下，一个测试粒子正進行匀速直线运动。在时空中，这意味着这个测试粒子正沿着时空中笔直的世界线移动。但是考虑了引力之后，时空就不再是欧几里得几何了，或者说是弯曲了。在这样的时空中，笔直的世界线可能并不存在。相反，测试粒子沿着测地线运动。
在大地测量学（测量地球的尺寸和形状的科学）中，测地线是连接地球表面两点的最短距离。近似地，这条线是一个大圆上的弧，比如经线和赤道。这些路径显然不是直的，因为它们沿着地球的弯曲的表面延伸。
测地线的性质和直线是不一样的。例如，在平面中，平行线没有交点，但是地球表面的测地线却有交点——在赤道处平行的经线在极点处相交。类似地，自由下落的测试粒子的世界线是时空中的测地线。它们和狭义相对论的没有引力的时空中真正的直线之间有着决定性的区别。在狭义相对论中，平行线永远保持平行，但在有潮汐现象的引力场中，通常是不正确的。例如，如果两个物体刚开始是相对静止的，然后坠落向地球的引力场，它们会一边落向地球中心，一边相互靠近。
与行星和其他天体相比，我们日常生活中见到的物体（人、汽车、房子，甚至山）的质量都非常小。所以我们完全可以用描述测试粒子的定律来描述关于这些物体在地球引力场中的现象。注意，为了将一个测试粒子从测地线上移开，必须施加一个额外的力。一个坐在椅子上的人正尝试着沿着测地线运动，就是朝地球中心自由下落。但是椅子给他施加了一个额外的向上的力阻止他落下。这样，广义相对论解释了我们日常生活中在地球表面感受到的引力并非由于地球给我们的向下的力，而是由于一个额外的支持力，这些力使地球上的物体没有沿着它们的测地线运动，而是在地面保持静止。对于那些质量很大而不能忽视它们的引力的物体，虽然它们的运动定律要比测试粒子复杂些，但是时空告诉物质如何运动这个定律仍然是正确的。

### 引力的来源
在牛顿万有引力定律中，引力来自于物质。更精确地说，引力来自于物质的特定属性：质量。在爱因斯坦的理论以及基于相对论的其他引力理论中，物质的存在导致了时空的弯曲。这里，质量也是一个决定引力的重要属性，但是在相对论中，质量不是引力的唯一来源。相对论将质量和能量联系起来，而能量和动量又联系在一起。
质量和能量的等价已经通过E=mc2表示出来，这也许是狭义相对论中最著名的公式。在相对论中，质量和能量是描述同一个物理量的两种不同方法。如果一个物理系统有能量，那么它也有与之等价的质量，反之亦然。一个物体的所有属性都能联系到它的能量，比如温度或者原子、分子等系统中的结合能。所以这些属性又通过能量同质量联系在一起，综合起来形成引力。
在狭义相对论中，能量和动量紧密联系在一起。就像时间和空间通过相对论联系在一起形成一个统一的整体，叫做时空；能量和动量联系在一起形成一个统一的四维的物理量，物理学家称它为四维动量。于是，如果能量是引力的来源，那么动量也是。对于那些直接联系到能量和动量的物理量，比如压强和张力，也影响到引力。综上所述，在广义相对论中，质量、能量、动量、压强、张力都是引力的来源。它们解释了物质如何让时空弯曲。在理论的数学方程中，这些量都是但又只是一个范围更广的物理量的一部分，它叫做应力-能量张量。

### 爱因斯坦场方程

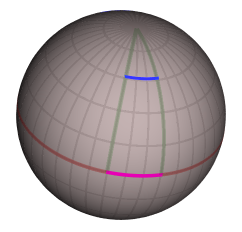
不同纬度上相隔30度的经线之间的距离。

爱因斯坦场方程是广义相对论的核心，它使用数学语言精确地描述了物质的性质和时空之间的联系。更具体地，它使用了黎曼几何中的概念和方法。在黎曼几何中，空间（或者时空）的几何性质被一个叫做度量张量的量描述。度量张量将需要的信息组织起来，并计算出弯曲的空间（或者时空）中角和距离的基本的几何概念。
一个简单的例子是像地球表面这样的球面，球面上的任何一点可以表示成两个坐标：地理学的经度和纬度。不像平面直角坐标系，球面上两点之间的距离不仅和它们坐标的差有关，还和它们的位置有关，就像右图：在赤道处（品红色线段）的人向西移动30经度经过的路程大约是3300千米，但是在纬度是55度的地方（蓝色线段）的人向西移动30经度经过的距离大约是1900千米。坐标不能提供足够的信息来描述球面上，或者说是任何更加复杂的空间（或者时空）的几何。这些信息正是度量张量所提供的。度量张量是定义在曲面（或者空间、时空）中的所有点的函数，并将坐标的差别与距离的差别联系起来。所有其他的和几何相关的量，比如曲线的长度，或者两条曲线相交的角度都能够通过度量张量计算出来。
度量张量函数和它的变化率可以用来定义另一个几何量：黎曼曲率张量，它描述了空间（或者时空）在每一点处如何弯曲。在广义相对论中，度量张量和黎曼曲率张量是定义在时空中的每一点的量。就像我们已经提到的，时空中的物质定义了另一个量：能量-动量张量T，“时空告诉物质如何运动，物质告诉时空如何弯曲”的原理意味着这些量必须互相联系。爱因斯坦通过用黎曼曲率张量和度量张量来定义另一个量G来表示这种联系，这个量G现在被叫做爱因斯坦张量，它描述了时空弯曲的方式。于是，爱因斯坦场方程可以表示成：
{\displaystyle \mathbf {G} ={\frac {8\pi G}{c^{4}}}\mathbf {T} }
通过几个常量，G（描述曲率）可以换算成T（描述物质的含量）。在这个方程中的常数反映了不同的理论的结合：G是在牛顿的引力理论中就已经出现的引力常数；c是光速，狭义相对论的关键；π是圆周率，最基本的几何常数之一。
方程中的G和T 又各自被几个关于时空中的坐标的函数决定，而这个方程与这些函数是等同的。这些方程的一个解描述了一个特定的时空，例如，史瓦西解描述了像恒星和黑洞等球形的不旋转的大质量物体附近的时空，克尔解描述了旋转的黑洞。还有其他的解能够描述引力波，弗里德曼-勒梅特-罗伯逊-沃尔克解描述了膨胀的宇宙。最简单的解是狭义相对论中平直的闵可夫斯基时空。

## 实验验证
没有科学理论是必然正确的；它们必须被实验验证。只要有一个实验和理论不相符，这个理论就是错误的。牛顿万有引力定律是因为它对太阳系内的行星和卫星的运动的预测都非常准确，因而被人们接受。但是，随着测量精度的不断提高，一些不符合理论预测的现象逐渐被发现了。这些现象先后被广义相对论所解释，但是广义相对论的预言依然需要被实验所检验。其中三个实验是爱因斯坦自己想出来的，现在已经成为了广义相对论的经典的验证：

行星绕恒星作公转的牛顿引力定律轨道（红）和广义相对论轨道（蓝）。

- 牛顿的引力理论预言了单个行星绕着球形的恒星运动的轨道是椭圆，而爱因斯坦的理论预言这是一个更加复杂的曲线：行星在沿着椭圆轨道运动的同时，这个轨道本身也在绕着恒星缓慢旋转。在右图中，牛顿定律预言的椭圆轨道是红色的，爱因斯坦预言的轨道是蓝色的。对于绕太阳旋转的行星，广义相对论对此的预言和牛顿定律的偏差叫做行星轨道的进动。对水星轨道的这一现象的第一次测量早在1859年就做过。到目前为止对水星和其他行星的最精确的测量是1966年到1990年使用射电望远镜进行的。[23]广义相对论对于所有能够精确测量的行星（水星、金星、地球）的轨道进动都预测得非常准确。

- 根据广义相对论，光在引力场中不沿直线传播，而是会被大质量物体的引力场弯曲。星光在经过太阳附近时将被弯曲，造成星星在夜空中的位置偏折了大约1.75角秒（一角秒是1/3600度）。我们可以通过在日食时观测天空中视位置距离太阳较近的恒星来验证这一现象。1919年，一个英国考察队由亚瑟·爱丁顿带领前往巴西和西非进行观测，验证了爱因斯坦的预测是正确的，而牛顿的理论是错误的。爱丁顿的观测结果并非十分准确，后来科学家借助射电天文学的高精度的仪器，通过遥远类星体的光线被太阳偏折的观测结果更加精确地证明了爱丁顿的结论。[24]

- 引力红移现象首先于1959年在实验室中由庞德-雷布卡实验（英语：Pound-Rebka experiment）测量到。这个现象也在天文学中观察来自白矮星天狼星B的光线时出现。与之相关的引力时间膨胀现象也被放在几万千米高空的原子钟观察到。[25]

在这些实验中，只有水星近日点的进动出现在爱因斯坦最终于1916年出版的广义相对论中。后来对他的其他预言的实验验证，尤其是对光线的弯折的测量，使爱因斯坦成名。这三个实验使得人们接受了广义相对论，不过不经意间，很多广义相对论的替代理论也出现了。
广义相对论的更多的验证包括引力时间延迟效应，最近在2002年由卡西尼号空间探测器测量。另外还有一系列实验验证广义相对论对陀螺仪穿越空间时所作运动的预言。在这些现象中，测地岁差被月球激光测距实验所验证（对月球轨道进行的高精度测量）。参考系拖拽预言的处于转动状态的质量会对其周围时空产生拖拽的现象在2004年由引力探测器B进行验证，在2008年底得到结果。
在宇宙中，太阳系之外的引力是微弱的。因为牛顿的引力定律和爱因斯坦的广义相对论的差别只有在引力很强的时候才能明显地观察到，物理学家一直在一个引力场很强的系统中测试相对论现象。根据对双星的精确观测，我们发现，在这样的恒星系统中，两个致密的中子星互相绕对方旋转。它们之中至少有一个是脉冲星（一个不断辐射出无线电波的天体），就像使观察者看到闪烁灯光的旋转灯塔。这些电波以一定间隔一束一束地到达地球，看上去就像是一系列的脉冲。广义相对论预言其电波脉冲和一般的脉冲有区别，例如当电波经过另一个中子星时将受到它的引力场的影响。实际观察到的脉冲信号与广义相对论的预言非常接近。
个别项目的观测结果在实际应用中有着突出的贡献，比如需要精确定位和计时的卫星导航系统。这样的系统需要两套原子钟：一套放在绕地球旋转的卫星上，一套放在地球上。相对论预言这两套钟的时间流易速度不同，这取决于它们不同的运动状态（狭义相对论的预言）和它们在地球引力场中的位置（广义相对论的预言）。为了保证系统的准确，防止相对论现象造成两套系统的时间不一致，必须使用一个模拟算法来调整钟的时间。时间系统准确性的实验，尤其是协调世界时考虑相对论效应的测量方法，都是对相对论的预言的验证。
大量的其他测试都表明了不同版本的等效原理的正确性。虽然严格地讲，所有对引力时间膨胀的测量都仅仅验证了弱等效原理，而不是广义相对论本身，但是到目前为止，广义相对论通过了所有可进行的测试。

## 在天体物理学中的应用
基于广义相对论的模型在天体物理学中扮演着重要的角色，这些模型的成功也更加证明了广义相对论的正确性。

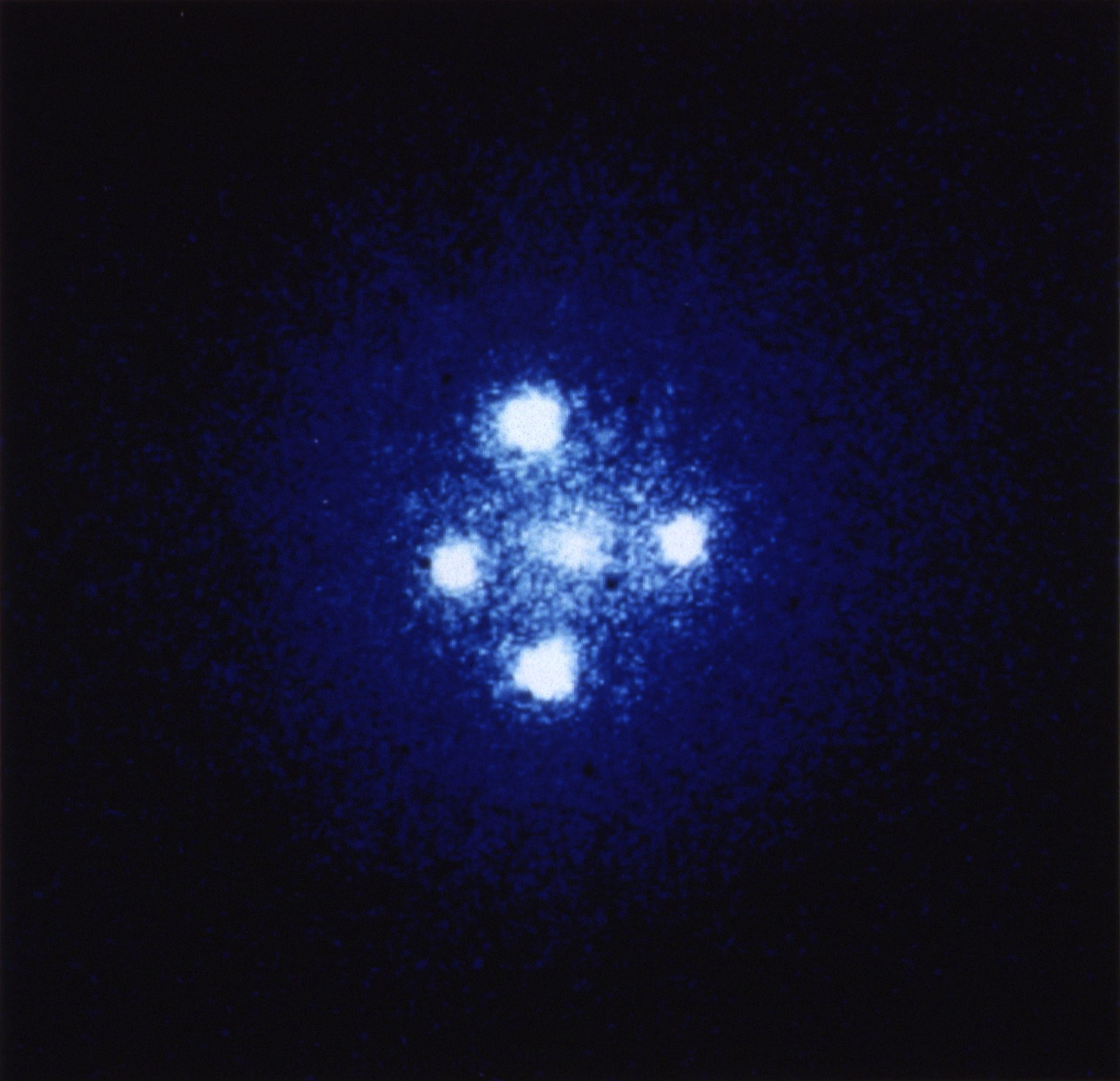
爱因斯坦十字: 由引力透镜而产生的四个相同天体的图像。

### 引力透镜
因为光在引力场中向下偏转，一个遥远物体的光线可能会有两条甚至更多路线到达地球。比如，类星体的光线可以从引力透镜星系的不同方向经偏转后同时到达地球上的观察者，此时观察者将在天空中的不同位置看到同一个天体。这种聚焦现象在透镜中很常见，因此由引力引起的类似现象就叫做引力透镜。
观测天文学使用引力透镜现象来研究使引力透镜现象发生的天体的性质，甚至当那个物体不能被直接观察到时，引力透镜现象导致的光线弯曲程度能够帮助我们推断那个天体的质量。引力透镜现象还提供了一个寻找暗物质的方法：暗物质无法被观测到，我们只能通过它造成的引力现象推断它的存在。当产生透镜作用的物质集中在可观测宇宙的重要部分时，我们可以由此获得关于宇宙的大量信息及其演化过程。

### 引力波
引力波（不要与流体动力学中的重力波混淆）是广义相对论的直接推论，它们在时空中以光速传播，可被视为时空的涟漪。
引力波现象在对一些双星的观测中被间接地探测到。在双星中，两个恒星互相绕着旋转，但它们旋转时，会因为引力波而损失能量。对于像太阳这样的单星来说，这种能量损失太小，不足以探测。1974年，引力波现象在对PSR B1913+16脉冲双星的观测中被首次探测。这个双星系统由两颗中子星组成，对它们而言引力波产生的现象要比单星大得多。同时，其中一颗中子星的电磁辐射扫过地球，因此又被称为脉冲星。当脉冲星旋转时，它们辐射出的电磁波会以有规则的脉冲的形式被观测到，如同在航海中的船上观测远方灯塔上旋转着的灯，灯光看上去仿佛在闪烁。这种脉冲就像是高度准确的时钟，它可以用来衡量双星的旋转周期，并十分灵敏地反应邻近天体造成的时空扭曲。
PSR B1913+16的发现者，拉塞尔·赫尔斯和约瑟夫·泰勒，获得了1993年的诺贝尔物理学奖。从那以后，又有几个其他的双星被发现。其中最有价值的是那些两颗恒星都是脉冲星的双星，因为它们提供了对广义相对论的最精确的测试。
对广义相对论的主要研究目标就是找到引力波的直接证据。为此，大量地面的引力波探测器正在工作。而空间引力波探测器LISA也正在建造中，首先要完成的任务——LISA航向指示器在2015年升空。如果引力波被直接探测到了，通过分析数据可以获取一些高密度天体的信息，比如中子星和黑洞，也可以研究大爆炸后1秒以内的早期宇宙的状态。
2016年2月11日，LIGO團隊於華盛頓舉行的一場記者會上共同宣布人類對於重力波的首個直接探測結果。所探測到的重力波來源於雙黑洞融合 , 自此之後 , 廣義相對論的正確性已被完整驗證。

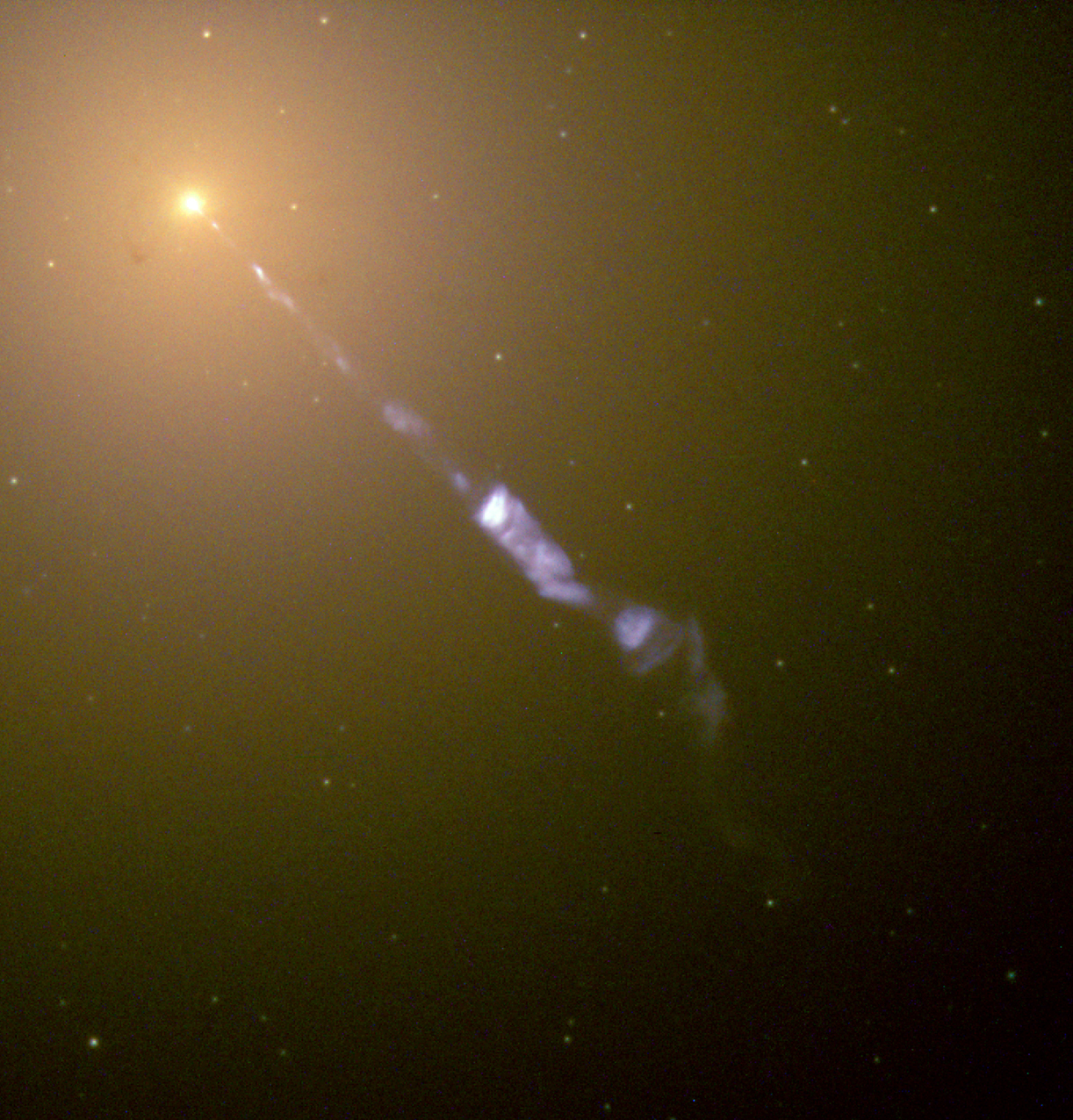
在M87星系中心区域由黑洞造成的喷流。

### 黑洞
广义相对论预言：当物质的质量集中在一个足够小的空间里，将会产生一个引力太过于强大以至于连光都无法逃逸的天体，叫做黑洞。一些类型的黑洞是大质量恒星演化的最终状态。另外，质量达到上千万或者几十亿倍太阳质量的超大质量黑洞则被认为是大多数星系的核心，如今它们在关于过去几十亿年间星系的形成过程的理论模型中扮演了重要的角色。
物质掉落向高密度的物体时会以辐射的形式释放出大量能量，特别是当物质落入黑洞时，我们可能将会看到宇宙中所能够想象到的最耀眼的现象。天文学家非常感兴趣的例子是类星体和其他形式的活动星系核。掉落向黑洞的物体在黑洞周围吸积可以形成喷流，喷流中的物质以接近光速的速度喷射出来。
黑洞的一些性质使得它最有希望帮助科学家找到引力波。其中一个原因是黑洞是双星系统中可能存在的最致密的天体，由这样的系统造成的引力波特別强烈。另一个原因来自黑洞的无毛定理：随着时间的流易，黑洞的性质始终只由最少的物理量决定。比如，一个假想的立方体形状的物质的坍缩不会形成一个立方体的黑洞，事实上，它所形成的黑洞和球形物体形成的黑洞没有明显差别，但是仍然有一个很重要的区别：在立方体形状的物质变成球形时将释放出引力波。

### 宇宙学

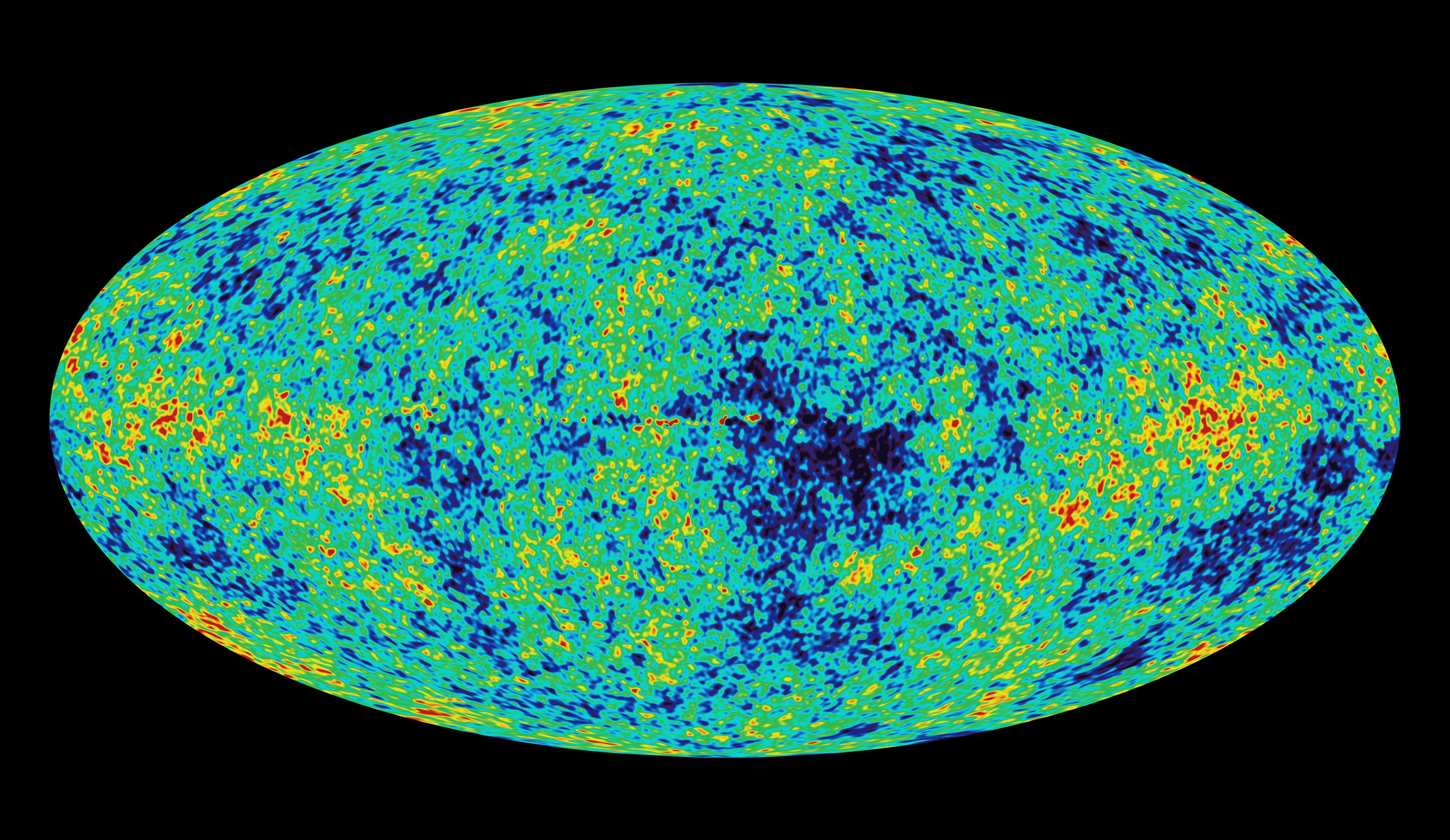
大爆炸后几百万年发出的辐射：由威尔金森微波各向异性探测器摄制。

广义相对论的一个重要的观点是：它对于整个宇宙都有效。关键在于，在大尺度下，我们的宇宙构造似乎非常简单：目前所有的观测均表明，平均而言，宇宙的每一个部分都几乎是一样的，无论观察者的位置和观测方向如何，宇宙都近似均匀性和各向同性。像这样比较简单的宇宙可以被爱因斯坦场方程的非常简单的解来解释。现在的宇宙模型是通过结合广义相对论和描述宇宙物质的总体属性的热力学、原子核物理学以及粒子物理学建立的。根据这些模型，我们现在的宇宙产生于大约140亿年前的一种非常致密、温度极高的状态（参见大爆炸），并且从那以后开始了膨胀。
爱因斯坦的场方程可以通过增加一个宇宙常数来一般化。当宇宙常数存在时，真空本身具有相互吸引或者更不寻常的相互排斥的引力。爱因斯坦最初在他1917年关于宇宙学的论文中因为一个特定的目的提到这个方法：当时的宇宙学观点认为宇宙是静态的，在广义相对论的框架内，必须增加一个宇宙常数才能构建一个静态的宇宙。当他知道宇宙不是静态的而是正在膨胀时，爱因斯坦马上在相对论中去掉了宇宙常数。但是，从1998年到现在，越来越多的天文观测证据表明，宇宙正在加速膨胀，这就意味着宇宙常数可能确实存在，或者，与之等价地，有着特定属性的暗能量充满了整个空间。

## 现代的研究
广义相对论成功地为一些物理学模型提供了框架，这些模型解释了很多令人印象深刻的现象。不过，现在仍然有很多悬而未决的有趣问题，在一些情况下，几乎可以肯定广义相对论是不完整的。
与其它描述基本相互作用的现代理论相比，广义相对论是一个经典理论：它没有包括量子物理的现象。对于量子化的广义相对论的研究是现代物理学最基本的未解决的问题。现在虽然有一些量子引力理论的候选者，比如弦理论和圈量子引力论，但到目前还没有一个完整的理论出现。人们一直希望量子引力理论能够解决广义相对论的另一个问题：时空中存在引力奇点。这些奇点是时空的边界，在奇点处的几何是定义不明确的，使得广义相对论在这里失效。另外，现在有一个彭罗斯-霍金奇点理论的理论预言如果广义相对论不进行任何量子化，那么这样的奇点一定存在。最有名的例子是宇宙模型中黑洞和宇宙开端的奇点。
宇宙学也曾尝试以其他的方式修改广义相对论。在现代的宇宙模型中，宇宙中大部分的能量以一种还没有被发现的形式存在，叫做暗能量和暗物质。有一些有争议的观点认为应该通过修改描述宇宙膨胀引力和动力学定律来除去这些神秘的暗物质和暗能量，比如改良牛顿力学。
越过了量子现象和宇宙学的挑战之后，对广义相对论的研究就又有可能取得进一步的成果：科学家将探索奇点的本质和爱因斯坦场方程的基本性质，甚至对于特定时空的计算机模拟也将诞生，比如正在合并的黑洞，而有关直接探测到引力波的研究和應用也在持續进行着。
在广义相对论诞生突破一百年后，相关的研究比以往更活跃了。

## 书目
- Ashby, Neil,  (PDF), Physics Today, 2002, 55(5): 41–47  [2013-07-15], doi:10.1063/1.1485583, （原始内容 (PDF)存档于2022-04-24）
- Ashby, Neil, , Living Reviews in Relativity, 2003, 6  [2007-07-06], （原始内容存档于2007-07-04）
- Bartusiak, Marcia, , Berkley, 2000, ISBN 978-0-425-18620-6
- Berry, Michael V.,  2nd, Institute of Physics Publishing, 1989, ISBN 0852740379
- Bertotti, Bruno, , Renn, Jürgen  (编), , Wiley-VCH: 402–405, 2005, ISBN 3-527-40574-7
- Blair, David; McNamara, Geoff, , Perseus, 1997, ISBN 0-7382-0137-5
- Caldwell, Robert R., , Physics World, 2004, 17(5): 37–42, doi:10.1038/nature02139, （原始内容存档于2007-07-13）
- Chrusciel, Piotr, , , 2006  [2007-07-15], （原始内容存档于2011-08-28）
- Cowen, Ron, , Science News, 2001,, 159(14): 218  [2009-03-18], doi:10.2307/3981642
- Disney, Michael, , Scientific American, 1998, 6: 52–57

- Ehlers, Jürgen; Rindler, Wolfgang, , General Relativity and Gravitation, 1997, 29: 519–529, doi:10.1023/A:1018843001842
- Einstein, Albert, , Sitzungsberichte der Preußischen Akademie der Wissenschaften, 1917: 142
- Einstein, Albert, , Crown Publishers, 1961  [2009-06-14], （原始内容存档于2009-06-24）
- Friedrich, Helmut, , Annalen Phys., 2005, 15: 84–108  [2009-06-14], doi:10.1002/andp.200510173, （原始内容存档于2015-02-10）
- Geroch, Robert, , University of Chicago Press, 1978, ISBN 0-226-28864-1
- Giulini, Domenico, , Oxford University Press, 2005, ISBN 0-19-856746-4
- Gnedin, Nickolay Y., , Nature, 2005, 435: 572–573, doi:10.1038/435572a
- Greene, Brian, , Vintage, 1999, ISBN 0-375-70811-1
- Greene, Brian, , A. A. Knopf, 2004, ISBN 0-375-41288-3
- Harrison, David M.,  (PDF), 2002  [2007-05-06], （原始内容 (PDF)存档于2007-06-29）
- Hartl, Gerhard, , Renn, Jürgen  (编), , Wiley-VCH: 182–187, 2005, ISBN 3-527-40574-7
- Hogan, Craig J., , Springer, 1999, ISBN 0-387-98385-6
- Janssen, Michel,  (PDF), Ann. Phys. (Leipzig), 2005, 14: 58–85  [2013-07-15], doi:10.1002/andp.200410130, （原始内容 (PDF)存档于2017-07-13）
- Kennefick, Daniel, , Renn, Jürgen  (编), , Wiley-VCH: 178–181, 2005, ISBN 3-527-40574-7
- Kennefick, Daniel, , , 2007, arXiv:0709.0685
- Kramer, Michael, , Karshenboim, S. G.; Peik, E.  (编), , Springer: 33–54, 2004 (E-Print at astro-ph/0405178 （页面存档备份，存于）)
- Lehner, Luis, , 2002  [2009-06-14], （原始内容存档于2021-11-14）
- Lochner, Jim (编), , Imagine the Universe website (NASA GSFC), 2007  [2007-06-12], （原始内容存档于2007-06-17）
- Maddox, John, , Macmillan, 1998, ISBN 0-684-82292-X
- Mermin, N. David, , Princeton University Press, 2005, ISBN 0-691-12201-6
- Milgrom, Mordehai, , Scientific American, 2002, 287(2): 30–37  [2009-06-14], （原始内容存档于2011-06-10）
- Norton, John D.,  (PDF), Studies in History and Philosophy of Science, 1985, 16: 203–246  [2007-06-11], doi:10.1016/0039-3681(85)90002-0, （原始内容存档 (PDF)于2020-05-16）
- Newbury, Pete, , 1997  [2007-06-12], （原始内容存档于2012-12-06）
- Nieto, Michael Martin,  (PDF), EurophysicsNews, 2006, 37(6): 30–34, （原始内容 (PDF)存档于2007-06-29）
- Pais, Abraham, , Oxford University Press, 1982, ISBN 0-19-853907-X
- Penrose, Roger, , A. A. Knopf, 2004, ISBN 0679454438
- Pössel, M., , , 2007  [2007-05-06], （原始内容存档于2007-05-03）
- Poisson, Eric, , Living Rev. Relativity, 2004, 7  [2007-06-13], （原始内容存档于2007-07-14）
- Renn, Jürgen (编), , Berlin: Wiley-VCH, 2005, ISBN 3-527-40571-2
- Robson, Ian, , John Wiley, 1996, ISBN 0471958530
- Schutz, Bernard F., , Cambridge University Press, 2003, ISBN 0-521-45506-5
- Smolin, Lee, , Basic, 2001, ISBN 0-465-07835-4
- von Soldner, Johann Georg, , Berliner Astronomisches Jahrbuch, 1804: 161–172.
- Sparke, Linda S.; Gallagher, John S., , Cambridge University Press, 2007, ISBN 0521855934
- Springel, Volker; White, Simon D. M.; Jenkins, Adrian; Frenk, Carlos S., , Nature, 2005, 435: 629–636, doi:10.1038/nature03597
- Stachel, John, , Howard, D.; Stachel, J.  (编), , Birkhäuser: 48–62, 1989, ISBN 0-817-63392-8
- Thorne, Kip, , W W Norton & Company, 1994, ISBN 0-393-31276-3
- Trimble, Virginia; Barstow, Martin, , , 2007  [2007-06-13], （原始内容存档于2011-08-28）
- Wheeler, John A., , Scientific American Library, San Francisco: W. H. Freeman, 1990, ISBN 0-7167-6034-7
- Will, Clifford M., , Living Rev. Relativity, 2006, 9  [2007-06-12], （原始内容存档于2007-06-13）
- Will, Clifford M., , Oxford University Press, 1993, ISBN 0-19-286170-0
- Wright, Ned, , University of California at Los Angeles, 2007  [2007-06-12], （原始内容存档于2011-08-25）